# Арктическая песнь
Арктическая песнь (Cantus Arcticus), соч. 61 — оркестровое сочинение Эйноюхани Раутаваара, написанное в 1972 году и посвящённое Урхо Кекконену, восьмому президенту Финляндии. Является одной из самых известных работ композитора. Пьеса имеет импрессионистский характер.
Произведение имеет подзаголовок «Концерт для птиц с оркестром», ведь оно включает в себя магнитофонные записи пения птиц, сделанные вблизи Северного полярного круга, на болотах общины Лиминка. Сам Раутаваара говорит о произведении:
Оркестровая партия, сама по себе простая, была изначально задумана как контрапункт к пению северных птиц, записанному таким образом, что симфонический оркестр и птицы находятся в непрерывном взаимодействии друг с другом.
Композиция написана для 2 флейт, 2 гобоев, 2 кларнетов in Bb, 2 фаготов, 2 валторн, 2 труб, тромбона, тубы, арфы, челесты, ударных (литавры, большой барабан, тарелки) и струнных.
Работа состоит из трех частей: 
1. Suo (Болото) ― полярная крачка
2. Melankolia (Меланхолия) ― рогатый жаворонок
3. Joutsenet muuttavat (Улетающие лебеди)

Примерная продолжительность пьесы составляет 20 минут.
«Арктическая песнь» была заказана Оулуским университетом по случаю первых церемоний вручения учёной степени. Премьера произведения состоялась 18 октября 1972 года под управлением Стивена Портмана. По словам композитора Калеви Ахо, «звуки природы в произведении хорошо вписываются в мелодии оркестра, особенно в первой части». Также Ахо называл «Арктическую песнь» преемницей «Туонельского лебедя» Яна Сибелиуса.